# Talmont-sur-Gironde

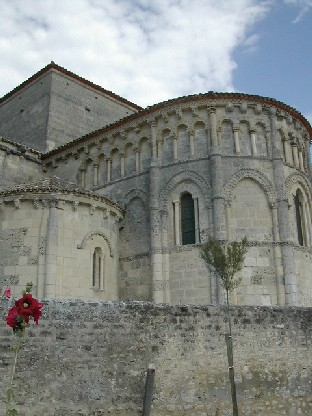
The church at Talmont

Talmont-sur-Gironde là một xã trong tỉnh Charente-Maritime trong vùng Nouvelle-Aquitaine, tây nam nước Pháp. Xã Talmont-sur-Gironde nằm ở khu vực có độ cao từ 0-24 mét trên mực nước biển.
Thị trấn có cự ly khoảng 15 km về phía nam Royan. Nhà thờ St Radegonde được xây năm 1094. 